# Kamādel
Kamādel (persiska: کمادل, Komādūl) är en ort i Iran.   Den ligger i provinsen Gilan, i den nordvästra delen av landet, 260 km nordväst om huvudstaden Teheran. Kamādel ligger 318 meter över havet och antalet invånare är 205.
Terrängen runt Kamādel är bergig västerut, men österut är den kuperad. Runt Kamādel är det ganska tätbefolkat, med 134 invånare per kvadratkilometer. Närmaste större samhälle är Fūman, 16,6 km öster om Kamādel. I omgivningarna runt Kamādel växer i huvudsak blandskog.